# Euchloron megaera
Euchloron megaera is een vlinder uit de familie van de pijlstaarten (Sphingidae). De wetenschappelijke naam van de soort werd in 1758 gepubliceerd door Carl Linnaeus in de tiende editie van Systema naturae.

## Kenmerken
Het lichaam en de voorvleugels hebben een felgroene kleur. De kleur van de achtervleugels varieert van geel tot oranje. De spanwijdte bedraagt 7 tot 12 cm.

## De rups en zijn waardplanten
De waardplanten zijn Vitis vinifera (wijnstok) en Parthenocissus (wilde wingerd). De voorste segmenten bevatten aan de voorzijde grote oogvlekken om insectenetende vogels af te schrikken.

## Verspreiding en leefgebied
Deze soort komt voor in de bossen van Afrika bezuiden de Sahara.